# Hulta Kvarndamm
Hulta Kvarndamm är en sjö i Alvesta kommun i Småland och ingår i Mörrumsåns huvudavrinningsområde.